# Солонинка Роман Васильович
Рома́н Васи́льович Солонинка — старший солдат Збройних Сил України, учасник російсько-української війни, що загинув у ході російського вторгнення в Україну в 2022 році.

## Життєпис
Роман Солонинка народився 8 квітня 1980 року в родині військового. Був відомим українським фотографом. З початком повномасштабного російського вторгнення в Україну пішов до військкомату в Києві 25 лютого 2022 року та був направлений до складу 72-ї окремої механізованої бригади імені Чорних Запорожців ЗСУ. Загинув 5 травня 2022 року під час контрнаступу українських військ на російських загарбників. Однак не встиг з побратимами змінити позиції і ворожий осколок позбавив його життя. Чин прощання із загиблим військовиком-артилеристом Романом Солонинкою відбувся 9 травня 2022 року. Труну з тілом загиблого сина зустрічав священник Василь Солонинка біля Свято-Михайлівського кафедрального собору. Поховали загиблого на Смолянському військовому кладовищі Житомира. 21 жовтня 2022 року мер Житомира Сергій Сухомлин вручив орден «За мужність» рідним та близьким загиблого.

## Нагороди
- Орден «За мужність» III ступеня (2022, посмертно) — за особисту мужність і самовіддані дії, виявлені у захисті державного суверенітету та територіальної цілісності України, вірність військовій присязі[5].